# 벽사회
《벽사회》(일본어: 辟邪絵, へきじゃえ 헤키자에[*])는 역귀 (병을 불러오는 귀신)를 징벌해 물리치는 선신 다섯 명을 그린 작품이다. 일본 국보로 지정되어 있으며 나라 국립박물관에 소장되어 있다.

## 상세
《벽사회》의 제작연대는 12세기 헤이안 시대 말기의 고시라카와 천황 재위 시기로 추정되며 가마쿠라 시대에 만들어졌을 가능성도 있다. 그림 옆에는 간단한 서문 (각 신들의 동작을 묘사)이 씌여 있는데 그 필체를 봤을 때 대략 비슷한 시기에 제작된 《지옥초지》나 후쿠오카 시립미술관 소장의 《감당귀도》(勘当鬼図)과 동일인물이 쓴 것이라는 설도 있다. 원래는 《마쓰다가본(益田家本) 지옥초지 을권》이라는 이름으로 렌게오인 (지금의 산주산겐도)에 소장되었으며, 하나의 두루마리로 되어 있었으나 제2차 세계 대전 이후 지금처럼 다섯 본으로 나뉘었다.
《벽사회》는 다섯 명의 선신이 각각 역귀를 물리치는 장면을 묘사하고 있다. 나라 시대라는 시대 분위기와 깊은 연관이 있으며, 헤이안 궁중의 불명회(仏名会, 연말 의례)에 사용되었던 '지옥변' (地獄変) 병풍과도 관련이 있다고 여겨진다. 《벽사회》는 1985년 6월 6일 일본 국보로 지정되었으며 등록번호는 1106호였다. 현재 일본 나라현 나라시의 나라 국립박물관에 소장되어 있다.

## 작품 구성

### 천형성
천형성 (天刑星, 덴케이세이)는 문자 그대로 하늘의 형벌을 내리는 별로서, 본래 음양술가의 부림을 받는 귀신이었지만 일본에서는 밀교에서 하는 가지기도(加持祈祷)를 들어주는 신으로 신봉되었다. 《벽사회》에서는 교토 기온샤의 신이 되는 역신 우두천왕을 잡아먹는 모습으로 묘사되어 있다. 길이는 세로 26cm에 가로 39.2cm이며 등록번호는 1106-1번이다.

### 전단건달바
전단건달바 (栴檀乾闥婆, 센단겐다쓰바)는 본래 인도의 음악 수호신으로서 팔부신 중 하나이며, 《법화경》의 <관세음보살보문품>에서 나오는 관음 33신의 한 모습이기도 하다. 15종 악신의 해악으로부터 동자를 보호하는 신으로 여겨졌다. 밀교의 《동자경만다라》 (童子経曼荼羅, 도지만다라)에도 이와 비슷한 모습이 그려져 있다. 길이는 세로 25.8cm에 가로 77.2cm이며 등록번호는 1106-2번이다.

### 신충
신충 (神虫, 신추)는 누에벌레의 모습으로 그려지며, 일찍부터 신격화되어 그 영험함이 널리 알려졌다. 《벽사회》에서는 나방의 모습에 호랑이와 말이 합쳐진 모습으로 그려져 있다. 길이는 세로 25.8cm에 가로 70cm이며 등록번호는 1106-3번이다.

### 종규
종규 (鍾馗, 쇼키)는 불교 설화에서 당 현종의 꿈속에 나타나 벽귀로부터 현종을 지켰다고 전해지는 사신이다. 《벽사회》에서는 덥수룩한 수염과 큰 눈의 외모, 검은 옷과 관모에 긴 장화를 신은 행색으로 그려졌으며, 작은 귀신을 즈려밟고 법화경 수행자를 수호하는 모습을 묘사하였다. 길이는 세로 25.8cm, 가로 45.2cm에 등록번호는 1106-4번이다.

### 비사문천
비사문천 (毘沙門天, 비샤몬텐)은 다문천왕을 달리 부르는 이름으로 사왕천 중 한 천왕이다. 《벽사회》에서는 활을 겨누며〈묘법연화경〉의 수행자들을 악귀로부터 수호하는 모습으로 그려져 있다. 비사문천이 지니고 있는 장비는 당이나 송대의 서화에서 찾아볼 수 있는 것과 유사하다. 길이는 세로 25.8cm, 가로 76.5cm이며 등록번호는 1106-5번이다.